# Promutuel de Rivière-du-Loup
Pour les articles homonymes, voir Rivière du Loup.
Le Promutuel de Rivière-du-Loup est une équipe de hockey sur glace ayant évolué dans la Ligue de hockey semi-professionnelle / senior majeur du Québec de 2001 à 2004.

## Historique
L'équipe fut créée en 2001 et évolua dans la ligue jusqu'en 2004, année où ils furent obligés de cesser leurs activités en raison de probleme financier.

### Saisons en LNAH
Note: PJ : parties jouées, V : victoires, D : défaites, N : matchs nuls, DP : défaite en prolongation, DF : défaite en fusillade, Pts : Points, BP : buts pour, BC : buts contre, Pun : minutes de pénalité
| Saison  | PJ | V  | D  | N | DP | Pts | Classement                | Séries éliminatoires |
| ------- | -- | -- | -- | - | -- | --- | ------------------------- | -------------------- |
| 2001-02 | 44 | 15 | 24 | 2 | 3  | 35  | 6e place, Division LHSPQO | éliminé en 1er ronde |
| 2002-03 | 52 | 19 | 28 | 1 | 4  | 43  | 6e place, Division Ouest  | éliminé en 1er ronde |
| 2003-04 | 50 | 18 | 25 | 3 | 4  | 43  | 5e place, Division Est    | éliminé en 2e ronde  |